# Promachus rufihumeralis
Promachus rufihumeralis là một loài ruồi trong họ Asilidae. Promachus rufihumeralis được Hobby miêu tả năm 1933. Loài này phân bố ở vùng nhiệt đới châu Phi.